# Réserve naturelle volontaire de l'étang de la Monnerie
La réserve naturelle volontaire de l'étang de la Monnerie est une ancienne réserve naturelle volontaire (RNV) située en Limousin. Classée en 2000, elle occupe une surface de 23 hectares. Son classement a expiré en 2006.
L'étang lui-même a été effacé entre 2017 et 2020, laissant la Tardoire reprendre son lit naturel.

## Localisation
Le territoire de la réserve naturelle est dans le département de la Haute-Vienne au sein du territoire du Parc naturel régional Périgord-Limousin, sur les communes de Cussac et Oradour-sur-Vayres. Il a une surface de 23 ha. L'entrée de la réserve se situe à côté de la D22, à deux kilomètres au nord de Cussac à proximité du pôle d'activité de La Monnerie.

## Histoire du site et de la réserve
L'intérêt du site aboutit à un classement en RNV en 2000 pour une durée de six ans. La loi « démocratie de proximité » du 27 février 2002 transforme les RNV en réserves naturelles régionales (RNR), ce qui est le cas pour l'étang de la Monnerie.
Le décret d'application no 2005-491 du 18 mai 2005 précise dans son article 6 que « le classement en RNR court jusqu'à l'échéance de l'agrément qui avait été initialement accordé à la réserve volontaire ». Le classement en RNR a donc pris fin après six ans, c'est-à-dire en 2006.

## Écologie (biodiversité, intérêt écopaysager…)
Située au sein du territoire du Parc naturel régional Périgord-Limousin, le site de l'étang de la Monnerie comprend un étang, des milieux boisés ainsi que des zones ouvertes principalement marécageuses.
Le principal intérêt écologique du site est l'étendue et la variété des zones humides, composées d'un marais à grandes laîches, d'une mégaphorbiaie collinéenne, d'un peuplement dense et uniforme de prêle, de bras morts et de mares. Elles accueillent  une riche entomofaune (papillons, coléoptères, libellules).

### Faune
- Loutre d'Europe,
- Cordulie à corps fin,
- Miroir (papillon),
- Râle d'eau,
- Cétoine à huit points (coléoptère),
- Galéruque de la scutellaire (coléoptère).

## Administration, plan de gestion, règlement
Le site était géré par l'Office national des forêts-Limousin. Il a été recensé comme ensemble d'intérêt particulier des paysages dans la charte du PNR Périgord-Limousin et à l'inventaire des zones naturelles d'intérêt écologique, faunistique et floristique (ZNIEFF de type I et II).

### Outils et statut juridique
La réserve naturelle volontaire a été créée par un arrêté préfectoral du 28 février 2000. Son déclassement est intervenu en 2006.